# Bacnotan
Bacnotan (Bayan ng Bacnotan) är en kommun i Filippinerna. Kommunen ligger på ön Luzon, och tillhör provinsen La Union. Folkmängden uppgår till 42 078 invånare.
Bacnotan delas in i 47 barangayer.